# Ван Калкен, Патрик
Патрик ван Калкен (фр. Patrick van Kalken; род. 29 сентября 1975, Роттердам, Южная Голландия) — голландский дзюдоист, 5-кратный чемпион Нидерландов, призёр чемпионатов Европы и мира, участник летних Олимпийских игр 2000 года в Сиднее.

## Карьера
Выступал в суперлёгкой (до 60 кг) и полулёгкой (до 66 кг) весовых категориях. В 1993—1998 годах пять раз становился чемпионом Нидерландов. Чемпион (2000 год) и бронзовый призёр (1998 год) континентальных чемпионатов. Бронзовый призёр чемпионата мира 1999 года.
На летней Олимпиаде 2000 года, на которой Ван Калкен выступал в полулёгкой категории, последовательно победил монгольского борца Пурэвдоржийна Нямлхагва, японца Юкимаса Накамуру и представителя Казахстана Ивана Баглаева. Победную серию голландца прервал турецкий борец Хюсеину Озкану. В утешительной схватке Ван Калкен проиграл грузину Георгию Вазагашвили и занял итоговое пятое место.